# 自動車の社会的影響

世界の国別自動車所有台数一覧（住民1,000人あたりの道路車両数）
601+
501–600
301–500
151–300
101–150
61–100
41–60
21–40
11–20
0–10

自動車の社会的影響（じどうしゃのしゃかいてきえいきょう）とは、自動車の普及に伴う利便、外部性、雇用形態、社会交流、インフラストラクチャー、商品の流通など社会に与える影響である。20世紀初頭以来、自動車の役割は非常に重要になった一方で、議論を呼んだ。自動車は世界中で利用されており、多くの先進国では一般的な交通手段となっている。開発途上国では自動車の保有台数が少なく、自動車が社会に与える影響（自動車の外部性）は見えにくいものの、大きな影響を与えている。自動車の普及は、鉄道輸送や自転車による輸送手段の上に築かれ、雇用形態、社会交流、インフラストラクチャー、そして商品の流通に劇的な変化をもたらした。
自動車は遠隔地へのアクセスを容易にし、快適な移動手段を提供し、人々の社会的・経済的交流を地理的に広げるのに役立つ。 一方、自動車が日常生活に及ぼす悪影響も大きく、大量生産された自動車は産業と利便性の革命をもたらし、 雇用と税収を生み出した。しかし、モータリゼーション率が高まると社会と環境に深刻な影響をもたらした。
自動車の大量使用に伴う悪影響として、再生不可能な燃料の使用、事故死率の劇的な増加、地域社会の孤立 、地域経済の衰退 、心血管疾患の増加、大気汚染と騒音公害の排出、温室効果ガスの排出、都市のスプロール現象と交通渋滞の発生、歩行や自転車など活動的な移動手段（active mobility ）の分離、鉄道網の縮小、 都心の荒廃 、および個人輸送（private transport）の単位距離あたりのコストの高さなどがあげられる。
自動車は所有・運転できる人とできない人が分かれるため、構造的な不平等が深刻になり、環境に回復不能なダメージも与えてしまう。 したがって、自動車の外部性を無視することは無責任であり、内燃機関車を電気自動車に置き換えることは、社会的・環境的観点から、損失を緩やかにするための戦略に過ぎない。

## 歴史

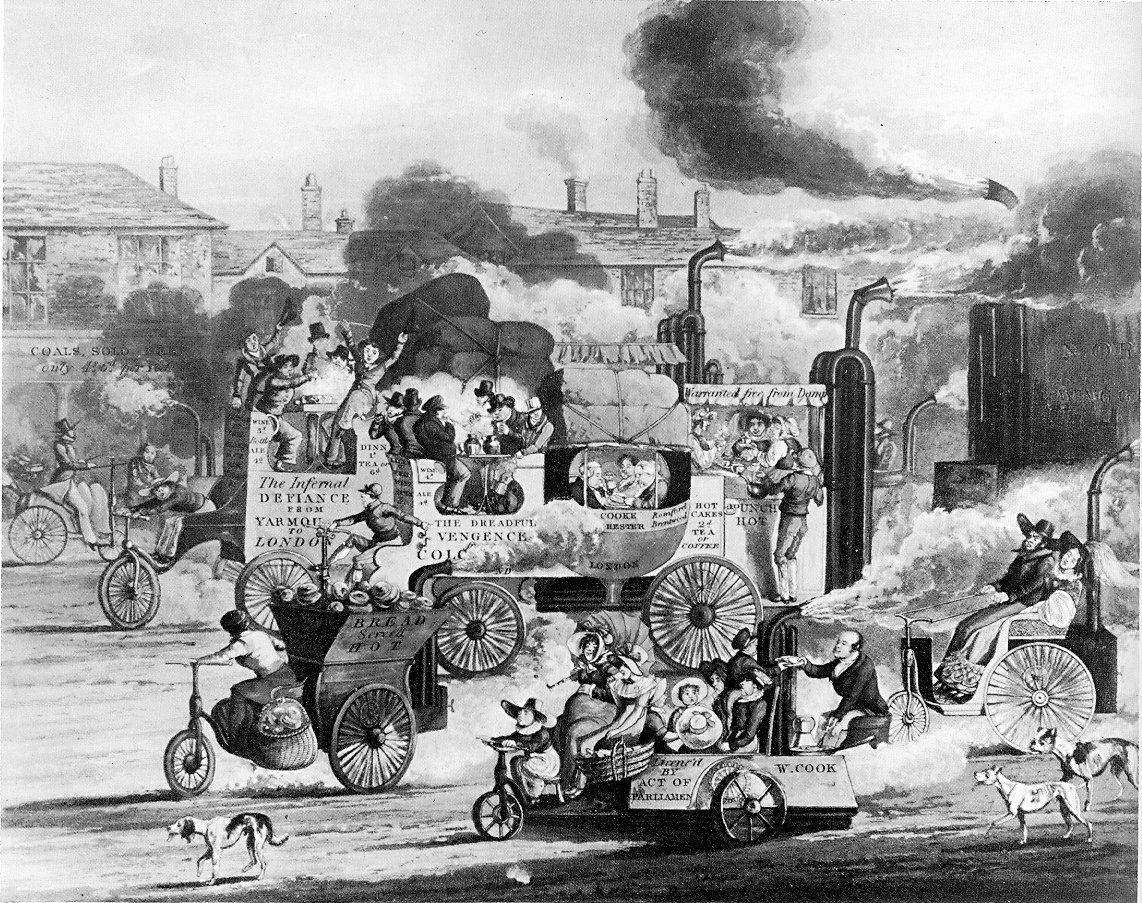
将来の道路の危険について警告する1831年の漫画

20世紀初頭、自動車が大量生産され始めた。1907年に米国が生産した自動車は4万5000台だったが、28年後の1935年には90倍近くの397万1000台にまで増加した。生産量の増加には、大くの労働者が必要となった。フォード・モーター・カンパニーで働いていた労働者は1913年は1万4366人だったが、1916年には13万2702人に増加した。経済史家のジェームズ・ブラッドフォード・デロングは、「ライン生産方式の速度をあまり気にせず、無駄（boondoggle）と思われていた仕事に就くため、フォード工場に列をなす人が増え続けた」と述べている。フォードのような大規模で新しいハイテク企業では、労働需要が急増し雇用は大幅に増加した。

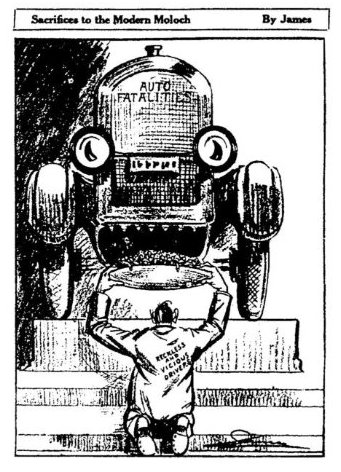
漫画「現代のモレク（人身御供を求める神）への犠牲」は、自動車関連の死亡事故の増加を社会が容認しているように見えることを批判。1923年セントルイス・スター紙掲載

20世紀初頭、西洋諸国で自動車時代が到来すると、保守的な知識人は自動車通行の増加に反対した。  自動車は歩行者のためのスペースを奪い、歩行を危険なものにし、自動車との衝突が歩行者の主な死因となった。

1903年6月3日、英国の著名な脚本家ウィリアム・S・ギルバートは、タイムズ紙に次のように書いている。
| 「 | 編集長殿、この度は、貴誌の熱意ある特派員ラルフ・ペイン＝ガルウェイ卿が提案された、歩行者全員に、共通の危険を与えると見られるすべての自動車運転者に対し、散弾銃（弾丸の量は人道的に8番または9番に制限）を発射する法的権限を与えるという提案を大変嬉しく思います。これは、過失運転者への迅速かつ効果的な処罰となるだけでなく、人気の幹線道路沿いの住民に快適な収入増加をもたらすでしょう。「一丁の銃で自動車を撃つ」という行為は、真の英国人のスポーツ的本能に強く訴えかけるものであり、人類の敵によって引き起こされた耐え難い迷惑に対する、適格な道路沿いの土地所有者に十分な補償をもたらすでしょう。 | 」 |

10年後、アルフレッド・ゴドリーは、ラテン語の文法の教訓と、自動車輸送への嫌悪感を巧みに組み合わせた、より精巧な抗議詩「自動車バス」を書いた。

## アクセスと利便性

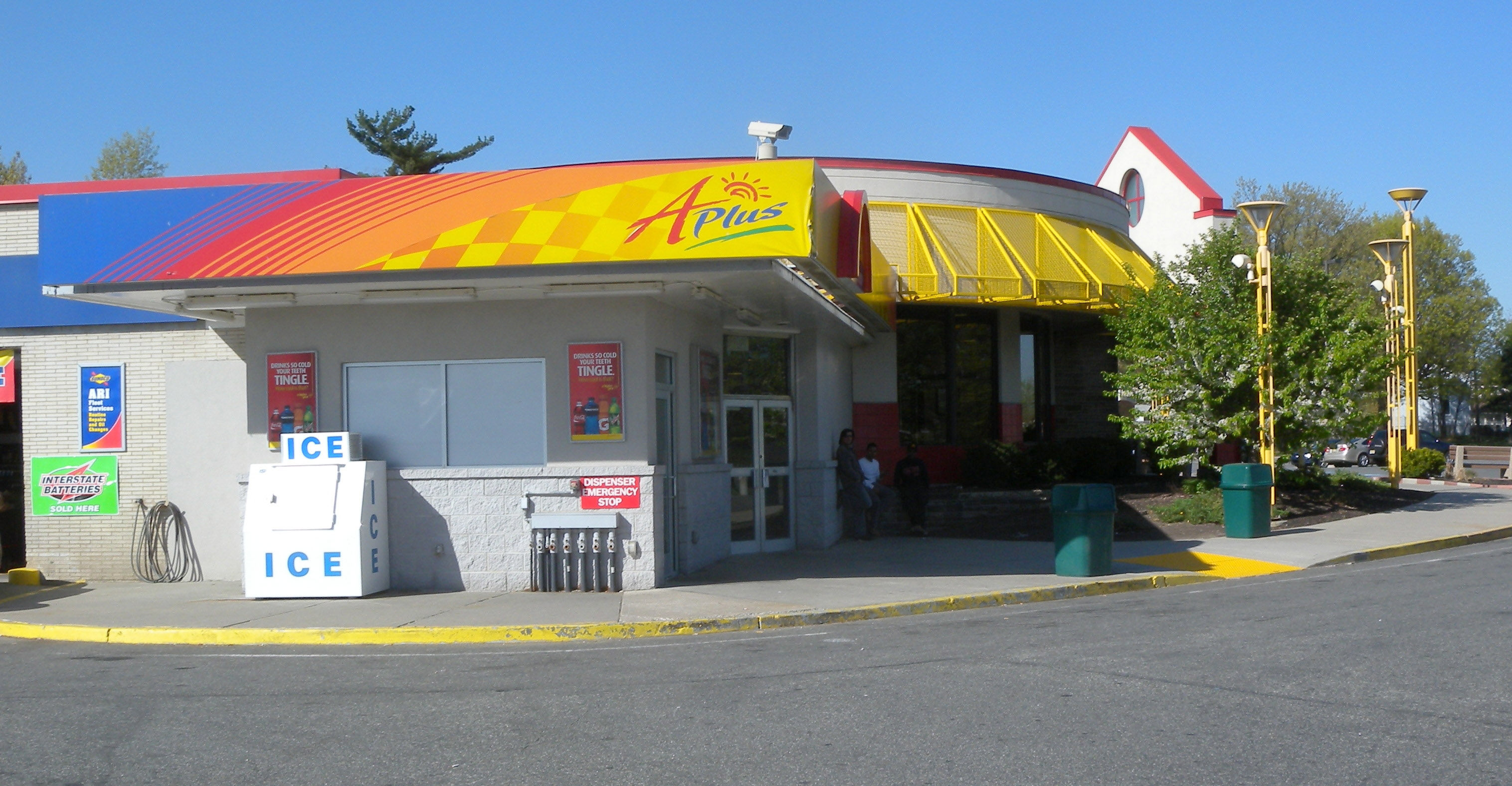
ニュージャージー・ターンパイク の利用者にサービスを提供する休憩所内のコンビニエンスストア

自動車の普及により、世界中で遠隔地へのアクセスが容易になった。  多くの人々が遠隔地から通勤するようになり、 交通渋滞と都市のスプロール現象が進み、大都市では平均移動時間が長くなり、路面電車システムの廃止が進んだ 。 大気汚染と騒音の増加、そして道路の安全性の低下は、生活の質を低下させている。
発展途上国における自動車アクセス問題の例としては、メキシコ連邦国道1号線の バハ・カリフォルニア州を経由する舗装工事が挙げられる。 これにより、サンルーカス岬とカリフォルニア州の接続が完了した。マダガスカルでは、人口の約30%が信頼できる全天候型道路を利用できない。中国では2003年、184の町と54,000の村に自動車道路（あるいは道路）がない。
スーパーマーケットの増加、ドライブスルーでのファーストフードの購入、ガソリンスタンドでの食料品の買い物など、小売業における特定の発展は、部分的には自動車の使用によるものである。

## 経済の変化

### 雇用と消費習慣

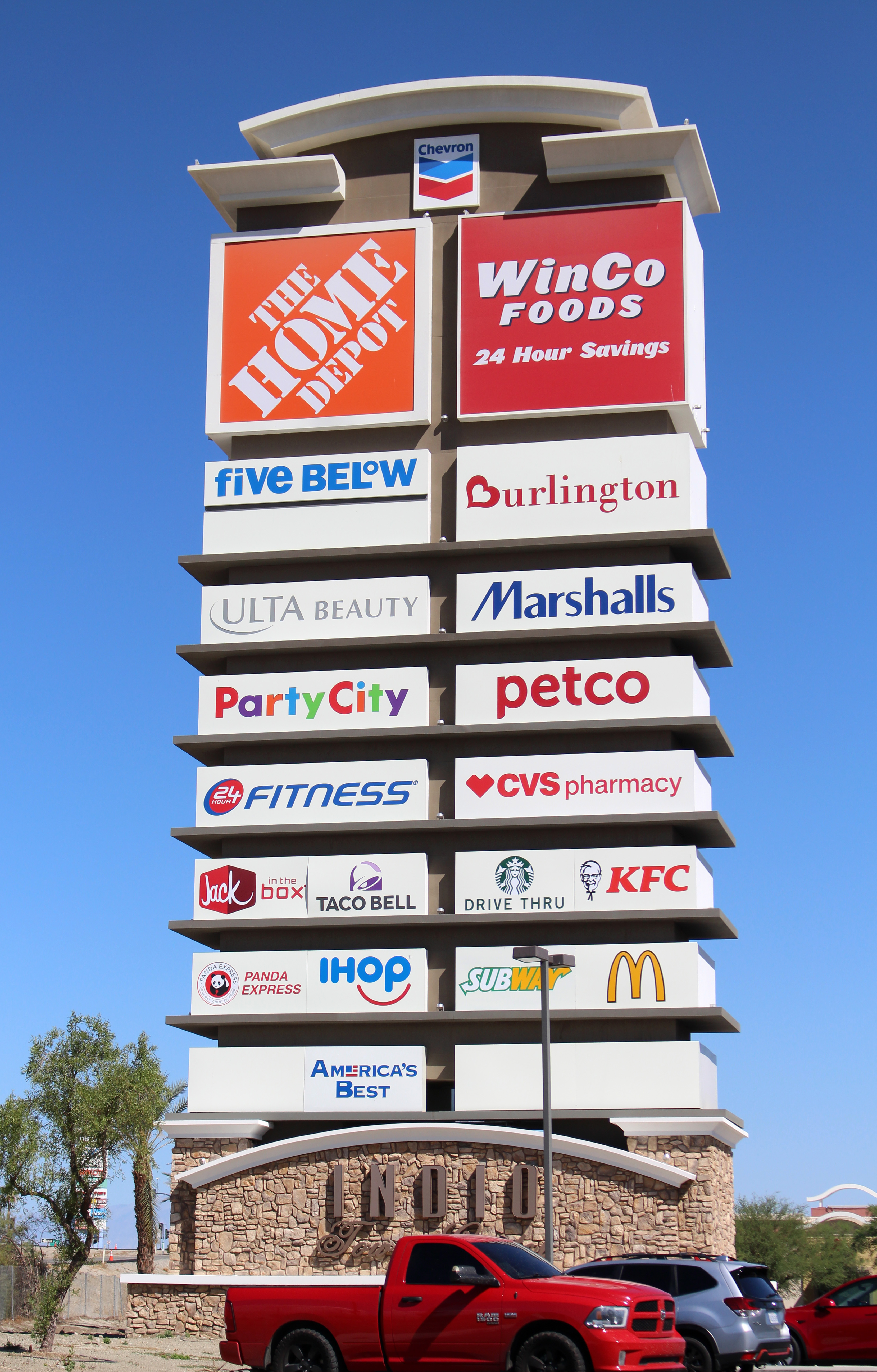
高速道路脇の高い看板が、ドライバーを高速道路近くのパワーセンターに誘導している。パワーセンターには、 24時間年中無休のスーパーマーケットとドライブスルーのコーヒーショップがある。

自動車の発達は雇用の提供、買い物行動、社会的交流、製造業の優先順位、都市計画を変化させ、自動車の利用増加は徒歩、馬、鉄道の役割を低下させた。

道路建設のための資金に加え、多くの地域では、新規開発事業に対し、施設の規模と種類に応じて一定数の駐車場建設を義務付けるゾーニング法により、自動車利用が促進された。この政策により、多くの無料駐車場が確保され、事業所は道路から離れた場所に設置されることになった。
ショッピングセンターは、繁華街や市街地中心部から収益を奪う。多くの新しいショッピングセンターや郊外住宅地には歩道が設置されておらず、歩行が危険になっている。その結果、人々は徒歩で行けるかもしれない短距離の移動でも車を使い、自動車依存が高まり強化された。 自動車利用者の雇用、活動、住宅の機会が広がったが、車を持たない人々には狭まった。

### 経済成長

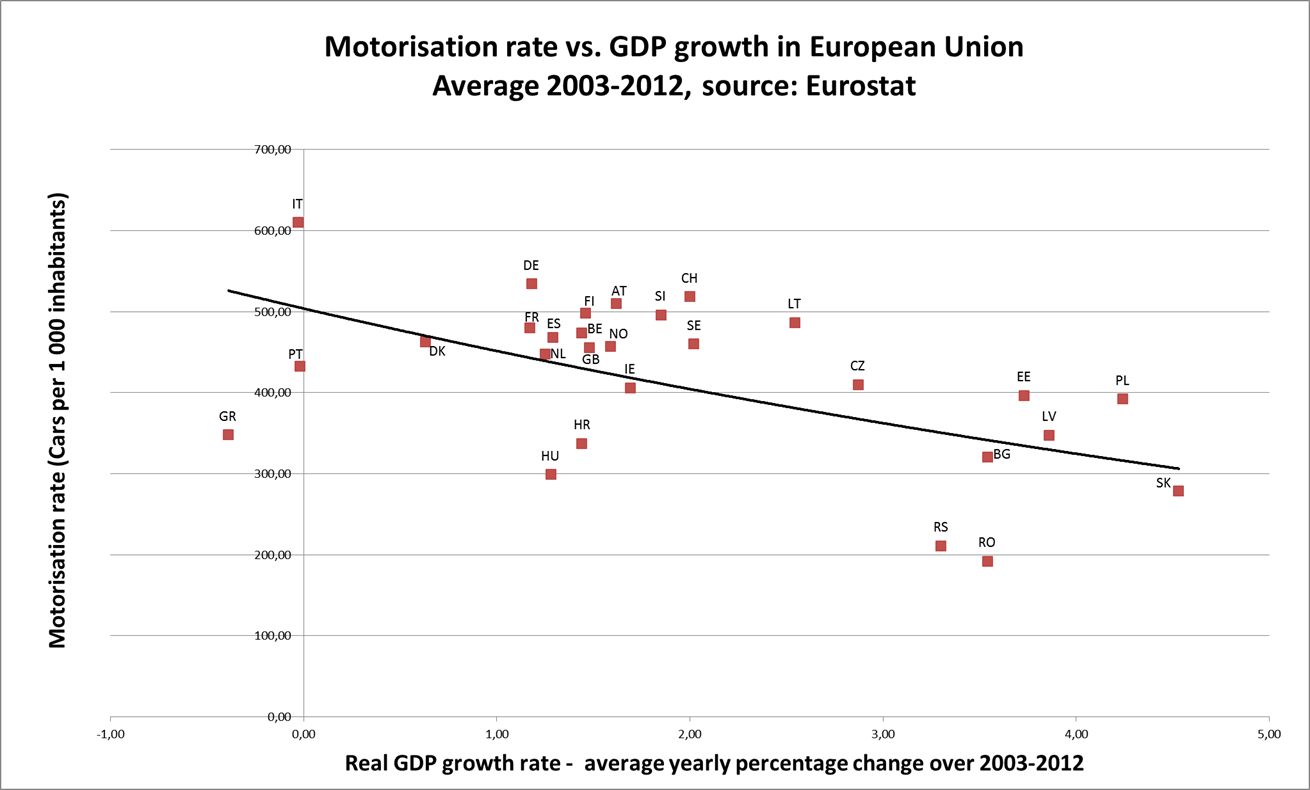
ヨーロッパ諸国における人口100万人以上の自動車化率と 経済成長率 出典：Eurostat

米国やドイツなど、主要な自動車メーカーを抱える国では、ある程度の自動車依存は、自動車生産の需要増加と雇用創出や税収増加につながるため、マクロ経済学 レベルでは経済にとってプラスに働く可能性がある。こうした経済状況は、世界中で自動車の台数が急増した1920年代、そして第二次世界大戦後の経済拡大期に特に当てはまった。各国は様々な比較優位性を持ち、特定の製品を輸出し、他の製品を輸入することで特化している。自動車に依存している国の中には、自動車産業や油井を持たない国もあり、自動車や燃料を輸入せざるを得ず、貿易収支に影響を与えている。Several例えば、ヨーロッパ諸国の大半は化石燃料の輸入に依存している。ドイツやフランスなど、国内の需要を満たすだけの自動車を生産している国はごくわずかである。これらの要因は、ヨーロッパ諸国の大半の経済成長に影響を与えている。

### 自動車産業の雇用
2009年時点で、米国の自動車製造業は88万人の労働者を雇用しており、米国の製造業労働力の約6.5％に相当する。

## 交通

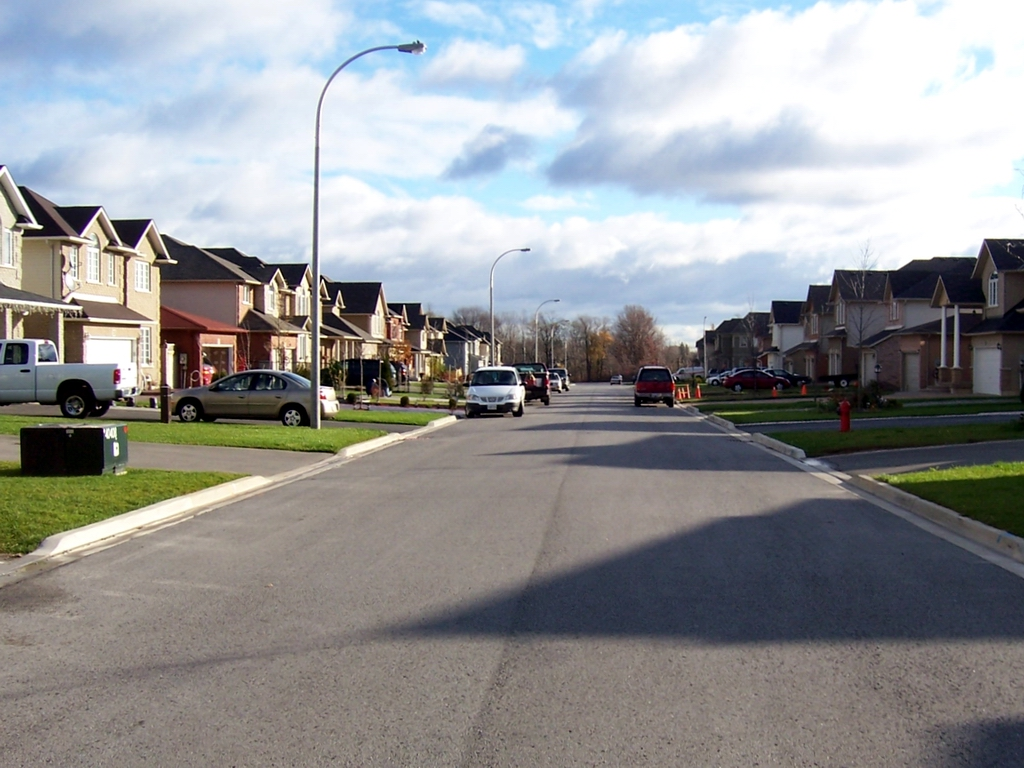
歩道のない郊外の共用道路。歩行者は車と道路を共有しなければならない。

20世紀前半、ヨーロッパでは 自転車利用が着実に増加しましたが、アメリカ合衆国では1900年から1910年にかけて自転車利用は劇的に減少した。自動車が交通手段の主流となった。1920年代には、自転車は徐々に子供のおもちゃとみなされるようになり、1940年までにアメリカ合衆国の自転車のほとんどが子供用になった。
20世紀初頭から第二次世界大戦後まで、ロードスター（自転車）はイギリスおよび大英帝国の多くの地域で販売された大人用自転車の大半を占めていた。オートバイや自動車の登場後も長年にわたり、主要な存在であり続けた。

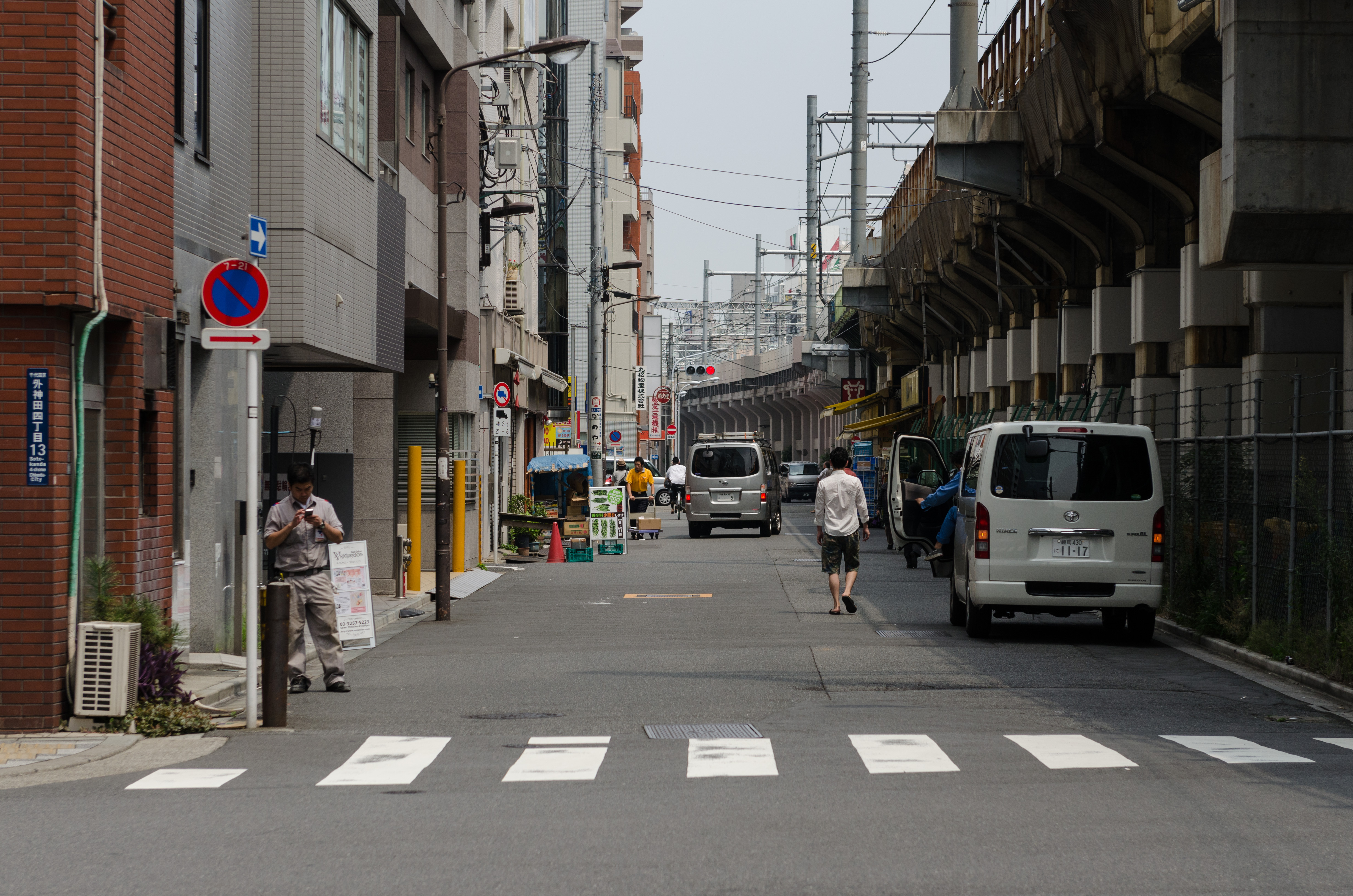
都心部の道路には歩道がないところもある

### 戦後
高所得国、低所得国を問わず、多くの国で自転車は地位を維持、あるいは回復している。デンマークでは、1973年の石油危機をきっかけに自転車政策が採用されましたが、オランダでは「子どもの殺人を止めよう」という交通事故死防止キャンペーンからオランダの自転車交通推進が本格的に始まった。今日、両国とも自転車の利用率が高く、自動車の所有率も高い。

## 文化の変化

### モーダルスプリット
自動車が登場する以前、都市内の主要な交通手段は馬、徒歩、そして（19世紀以降は）路面電車であった。 馬は手入れが大変なため、通常は住宅から離れた公共施設で飼育されていた。裕福な人は私的に馬を飼う余裕があったため、「キャリッジ貿易」という言葉はエリート層の保護を意味していた。 路上に放置された馬糞も衛生問題を引き起こした。

### 距離
オートバイは定期的な中距離移動をより便利で手頃な価格にし、第一次世界大戦後には自動車も同様に、特に鉄道のない地域で普及した。 自動車は休憩を必要とせず、馬車よりも速く、そしてすぐに総保有コストも低下したため、以前よりも多くの人々が日常的に長距離を移動できるようになった。 1950年代の高速道路建設もこの傾向を後押しした。一部の専門家は、これらの変化の多くは、1880年から1915年にかけての自転車の黄金時代に始まったと指摘している。

### 都市社会の変化
手頃な価格の自動車が世界を変えたと言われることもある。

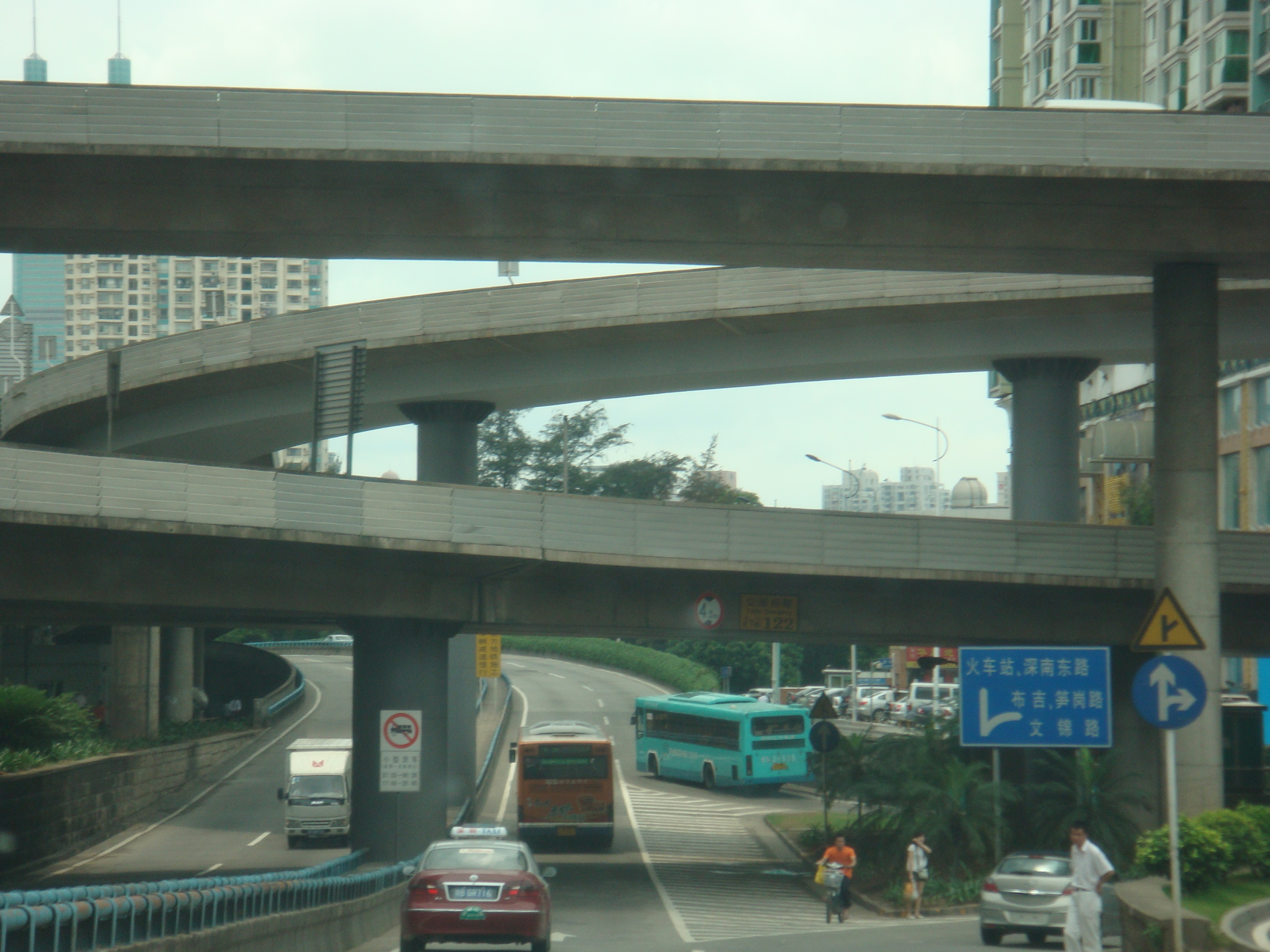
深圳の都市インターチェンジ

1940年代以降、アメリカのほとんどの都市では路面電車、ケーブルカー、その他のライトレールが廃止され、ディーゼル機関車やバスに置き換えられた。これらの交通手段の多くは復活していないが、一部の都市では最終的に高速輸送システム（rapid transit.）が導入された。
自動車がもたらしたもう一つの変化は、現代の都市歩行者が先祖よりも注意が必要なことだ。かつて歩行者は比較的低速で走行する路面電車やその他の通行の障害物に注意を払えばよく、交通事故による死亡事故の多くは、制御不能になった馬が原因であった。自動車の普及で、歩行者は高速で走行する自動車の安全上のリスクを予測しなければならない。自動車は人間に重傷を負わせるだけでなく、場合によっては死に至らせることもあるからだ。
多くの社会科学者によると、歩く範囲の村落喪失はコミュニティ間の分断も招いている。先進国では多くの人々が隣人との交流が少なく、めったに歩くことはない。 

### 郊外社会の到来
米国では第二次世界大戦後、1956年連邦補助高速道路法、1944年復員兵援護法による低金利住宅ローン、住宅地分離などの政府政策や規制が、ホワイト・フライトと相まって郊外の形成を促した。郊外が豊かになり、ベビーブーマー世代は親の干渉から離れた場所に住むようになった。過去、物不足と公共資源の共有が必要な事情でコミュニティの取り決めが作られたが、自己探求という信条に取って代わられた。1950年代と1960年代の経済が好況になると、米国の自動車販売台数は年間600万台から1000万台へと増加した。既婚女性が労働力に加わり、2台所有の車庫と私道を備えた家庭が一般的になった。  しかし、1970年代には経済が停滞したため、自動車がもたらした変化について社会全体で反省が進んだ。 自動車社会への批判者たちは、郊外への移転という決断にほとんど前向きな選択肢を見出せず、物理的な移動は逃亡とみなされた。自動車業界は官僚主義的な側面からも攻撃を受け、アメリカが不況に陥るにつれ、新たな排出ガス規制とCAFÉ規制がビッグスリー（自動車メーカー）の利益率を圧迫し始めた。
ケネス・R・シュナイダーは著書『自動車対人類』（1971年）で自動車との戦いを呼びかけ、自動車は都市を破壊すると嘲笑し、その増殖を病気に例えた。2作目の著書『都市の性質について』（1979年）と合わせて、彼は交通の劣化を阻止し、部分的には逆転させる闘争を呼びかけたが、当時はほとんど無視された。著名な社会評論家ヴァンス・パッカードは著書『異邦人国家』（1972年）で、自動車によってもたらされた地理的移動力が孤独と社会的孤立の原因だと非難した。自動車販売台数は1973年に1460万台でピークに達し、その後10年間は下回った。1973年の第四次中東戦争の後にOPECによるオイルショックが続き、価格が高騰し、ガソリンスタンドには長蛇の列ができ、燃料配給の話も出た。
現代ならば、1950年代や60年代と同様に自動車と郊外文化が今後も存続することは容易に予想できる。しかし、1973年にイギリス人建築家マーティン・ポーリーが、代表作『私的な未来』を著した当時は、そのような確信はなかった。ポーリーは自動車を「私有化の合言葉、コミュニティからの離脱の象徴かつ現実」と呼び、北米社会での自動車の優位性は今後も続くだろうと予見していた。自動車は空想と逃避を可能にする私的な世界であり、規模と技術力は拡大していくと予測した。彼は、表現の自由に基づく消費者行動に何ら病理を見出さなかった。
交通の改善は、都市の膨張させ、前時代の路面電車郊外からさらに拡がった。自動車の出現まで、工場労働者は工場の近くかインターアーバンや鉄道で結ばれた高密度な地域社会に住んでいた。 連邦政府の補助金により道路や郊外開発が進み自動車と自動車文化は支えられ、人々は市内中心部から離れた低密度の住宅地に住み、都市圏と一体化した。単一用途地域指定の影響もあって郊外工場は少なく、郊外の雇用は創出されず、住民は拡大した郊外から毎日、長距離通勤することになった。

### 大衆文化と自動車

#### アメリカ合衆国

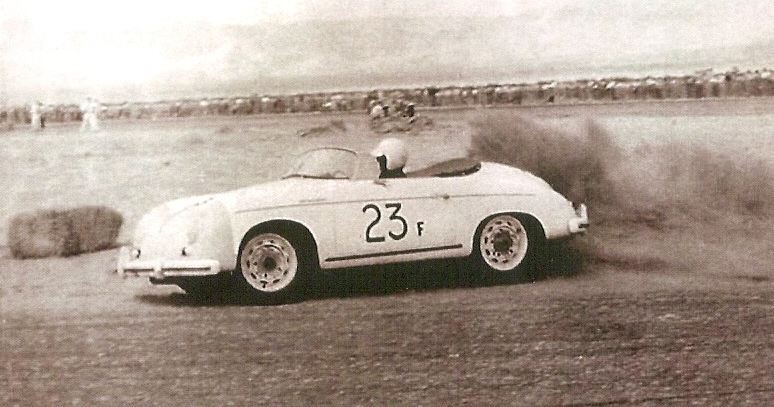
ポルシェ スピードスターに乗るジェームズ・ディーン

自動車は米国文化.に大きな影響を与えた。米国社会において、自動車は伝統的に個人の移動手段として重要な役割を果たし、独立性、個人主義、そして自由の象徴とみなされることが多い。ドイツのビジネス誌『マネージャー・マガジン』によると、アメリカ合衆国は「ドライブインレストラン、カーシネマ、そしてルート66発祥の地」として「卓越した自動車大国」とされる。
他の乗り物と同様、自動車は音楽、書籍、映画などの芸術作品に組み込まれた。1905年から1908年の間に、自動車を題材にした歌が120曲以上書かれた 。ブース・ターキントン（Booth Tarkington）などの作家は、『偉大なるアンバーソン家の人々（1918年）などの本で自動車時代を非難したが、モータリゼーションの政治的影響を称賛した小説には、シンクレア・ルイスの『自由な大気』 （1919年）があり、これは初期の自転車旅行小説の跡を継いでいた。20世紀初頭の専門家の中には、女性の自動車運転者を許可することの安全性と適切性に疑問を抱く者もいた。ドロシー・レヴィットはそうした懸念を払拭した一人で、その懸念は1世紀後には女性の運転禁止がされた国は1か国だけになった。19世紀のマスメディアがケイシー・ジョーンズやアラン・ピンカートンなど公共交通機関の忠実な守護者を英雄にしたのに対し、新しいロードムービーは、広い道で義務や階級制度ではなく自由と平等を見つけた英雄を登場させた。
ジョージ・モンビオットは、自動車文化の普及によって有権者の好みが政治的右翼に移ったと書き、自動車文化が個人主義の増加と異なる社会経済階級のメンバー間の社会的交流の減少に貢献していると考えている。 アメリカ自動車連盟は初期の頃から良質な自動車の製造を推進しており、アメリカ自動車協会は自転車ブームの頃に始まった道路整備運動に加わった。メーカーと石油燃料供給業者が確立し、建設請負業者も加わり、政府に公共道路を建設するようロビー活動を行った。
観光が自動車化されるにつれ、個人、家族、小グループが国立公園などの遠隔地で休暇を過ごすことができるようになった。ブルーリッジ・パークウェイなどの道路は、かつては限られた人しか見ることができなかった自然の景色を都市部の大衆に体験してもらうために特別に建設された。人気のルート沿いには安価なレストランやモーテルが出現し、地方の過疎化の流れに乗りたがらない地元住民に賃金を提供した。

#### ヨーロッパ

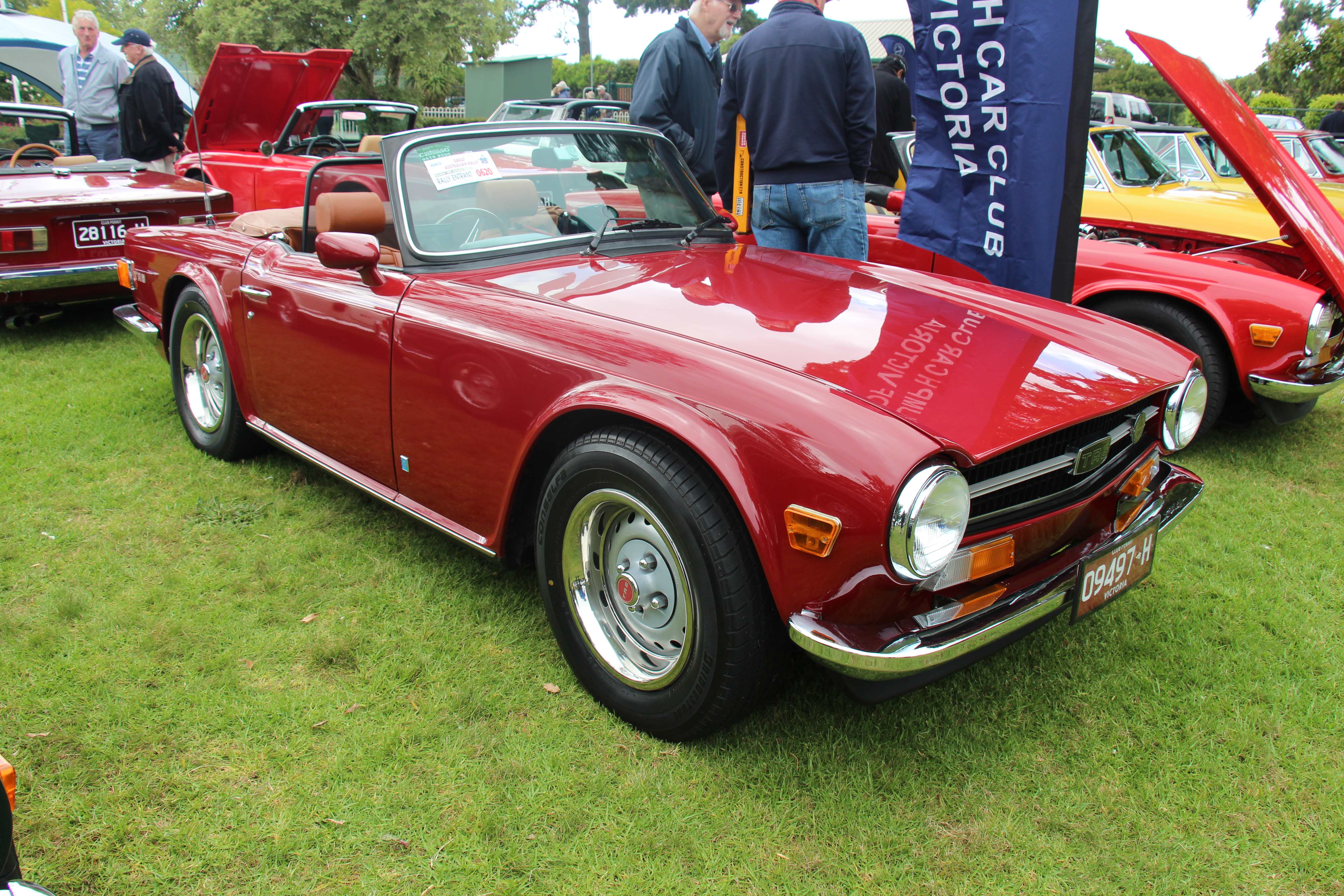
1973年式トライアンフTR6ロードスター

道路建設は、ケインズ経済学 の政治イデオロギーの影響を受けることもあった。ヨーロッパでは、第二次世界大戦後、多くの社会民主主義 政権が、雇用を創出し、労働者階級が自動車を利用できるようにするために、大規模な高速道路建設計画を開始した。 1970年代以降、自動車の推進は、一部の保守派の特徴となっていった。マーガレット・サッチャーは、「繁栄のための道路」に関する論文の中で「偉大な自動車経済」について言及した。 1973年の石油危機とそれに伴う燃料配給制により、一世代ぶりに、自動車のない都市がどのようなものになるかが明らかになり、その過程で環境意識が再活性化または創出された。ヨーロッパのいくつかの国では、自動車文化への反応として、また反核運動の政治的支柱として、緑の党が台頭した。

### 映画
20世紀における自動車文化の隆盛は、ロードムービーや大ヒット映画を含む映画において重要な文化的役割を果たした。ジェームズ・ボンドはアストンマーティン・DB5に乗り、ジェームズ・ディーンは他のパワフルな自動車を運転していた。 『青い自動車』『ゴー・トラビ・ゴー』『ハービー』『チキ・チキ・バン・バン,』『カーズ（映画）』といったコメディやファンタジー映画では、車が登場人物、あるいは主人公として描かれており、『レーシング・ロミオ』『グレート・レース』『レーシング・ドリームス』などは、自動車レースを題材としている。

### ラジオ
カーラジオの登場により、ラッシュアワー時のラジオ番組はドライブタイムと呼ばれるようになった。音楽にも「ビッグ・イエロー・タクシー」のような効果音が使われている。

### ライフスタイルとしての自動車

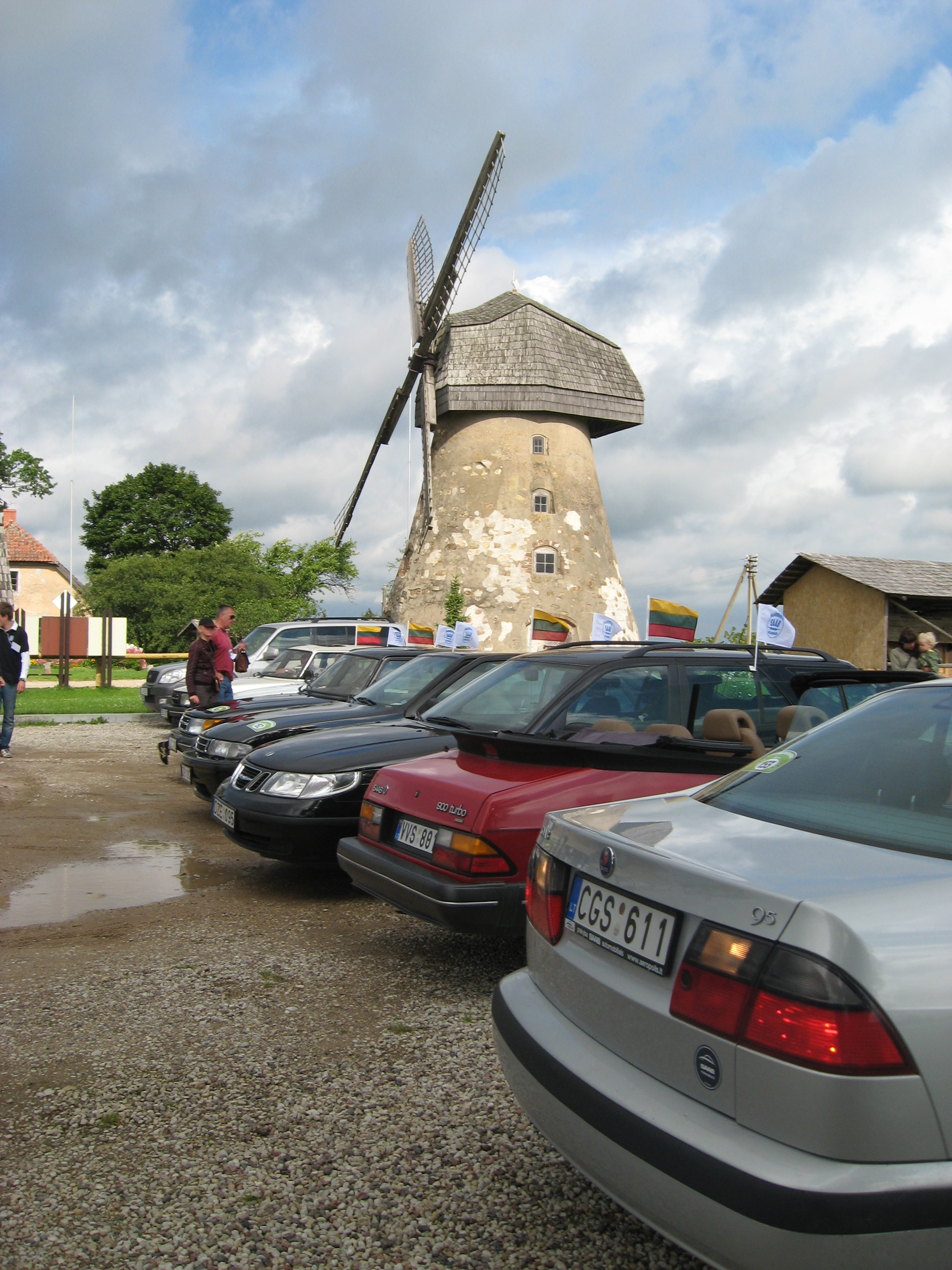
ラトビアでの国際 Saab クラブ会議

時間の経過とともに、自動車は移動手段やステータスシンボルの枠を超え、世界中の多くの人々にとって関心の対象であり、ライフスタイルの一部となった。自動車の職人技、性能、そして自動車で楽しめる様々な活動は評価されている。 自動車に強い関心を持ち、自動車を趣味とする人々は「自動車愛好家」として知られている。
趣味の大きな側面の一つはコレクションである。特にクラシックカーは、その美的価値、レクリエーション価値、歴史的価値から、所有者に高く評価されている。 このような需要は投資の可能性を生み出し、一部の車には非常に高い価格が付くこともあり、それ自体が金融商品となることもある。
自動車趣味の2つ目の大きな側面は、車両の改造である。多くの自動車愛好家が性能向上や外観の向上を目的として、愛車を改造する。この分野には多くのサブカルチャーが存在する。例えば、1948年以前のアメリカの自動車市場デザインや第二次世界大戦時代以前の類似デザインを、主にオリジナルモデルや複製品をベースに外観をカスタマイズして、独自のカスタムカーを製作する人々は「ホットロッド」と呼ばれている。一方、自動車はオリジナルのデザインに忠実であり、改造すべきではないと考える人々は「純粋主義者」と呼ばれている。
さらに、プロとアマチュアの両方のモータースポーツや、世界中から愛好家が集まり、愛車を運転したり披露したりするカジュアルなドライビングイベントも、自動車趣味の重要な柱となっている。 こうしたイベントの代表的な例としては、毎年開催されるクラシックカーラリー「ミッレミリア」やスーパーカーレース「ガムボール3000」などが挙げられる。
車を所有・維持・運転・展示することに誇りを持つ人々の間で、社交や親睦を深めるために、多くのカークラブが設立されている。今日では、世界中で多くの権威ある社交イベントがこの趣味を中心に開催されており、ペブルビーチ・コンクール・デレガンス・クラシックカーショーはその顕著な例である。

### 専用施設

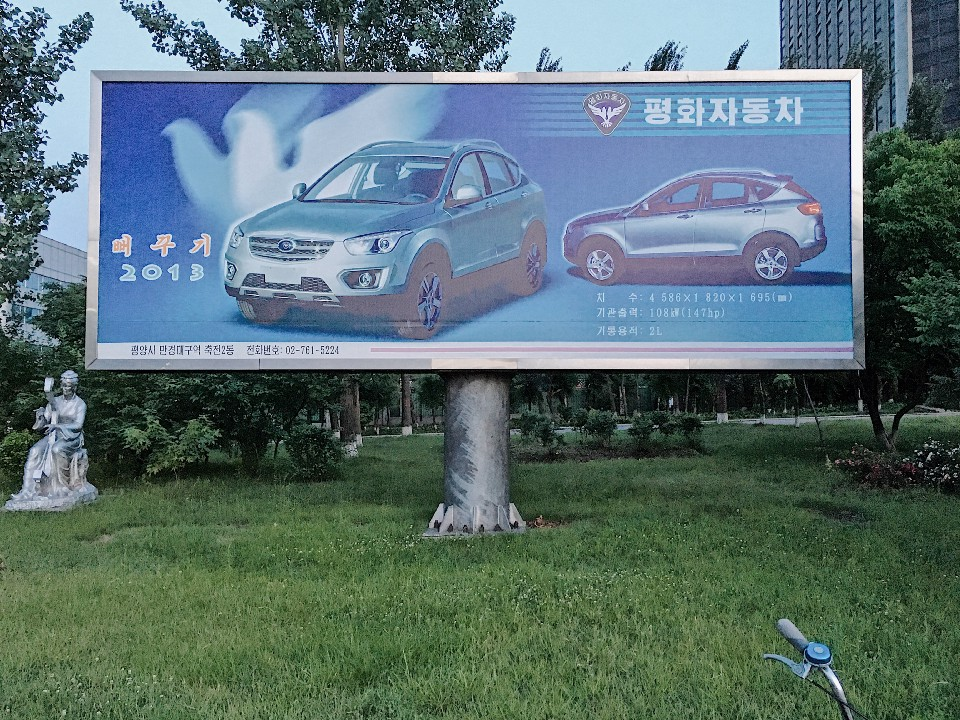
看板

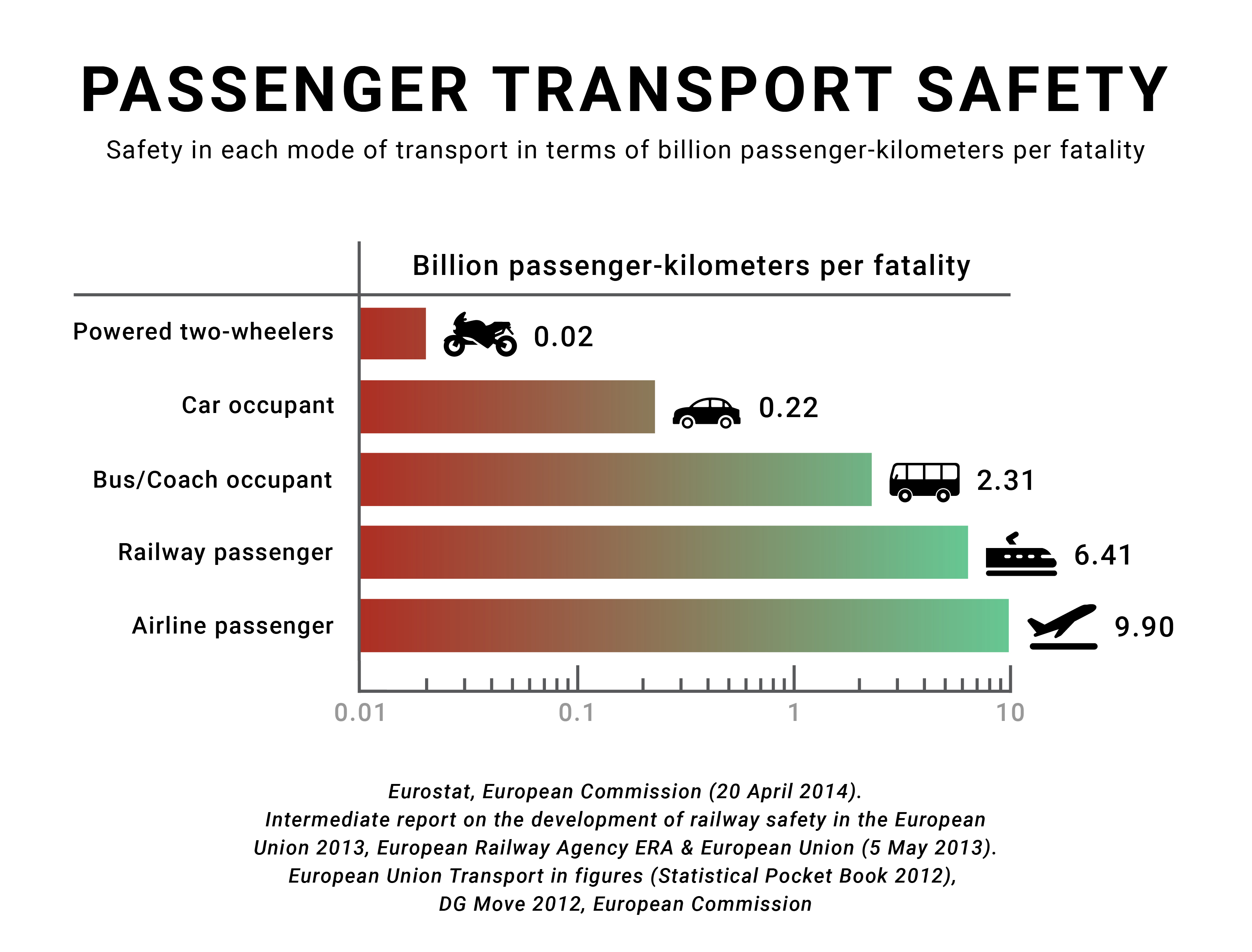
安全性を乗客一人当たりの移動距離あたりの死亡者数の少なさで測ると、自動車は最も安全性の低い交通手段の一つとなる。EU加盟27カ国の2008～2010年 ユーロスタット

他のほとんどの先進国とは異なり、米国では一人当たりの交通事故による死亡者数は2010年代初頭に減少に転じた

米国では、自動車事故が事故死の37.5%を占め、同国における事故死の主な原因となっている。 自動車利用者は、自転車や歩行者など他の自家用交通機関利用者に比べて、1回の移動あたり、または単位時間または距離あたりの死亡者数が少ないものの、 自動車の安全技術は重要な研究対象となっている。米国では、5歳から34歳までのアメリカ人にとって、自動車事故は死亡原因の第1位であり、毎年18,266人のアメリカ人が死亡している。
20世紀には、自動車事故による死亡者は約6000万人と推定されており 、これは第二次世界大戦の犠牲者とほぼ同じである。2010年だけでも、交通事故による死亡者は123万人に上る。
死亡者数が多いにもかかわらず、自動車事故は減少傾向にある。先進国の道路交通法の数字を見ると、自動車事故による死亡者数は1980年以降減少している。日本は極端な例で、2008年の道路交通法による死亡者数は5,115人にまで減少しており、これは1970年の人口1人当たりの死亡率の25％、1台当たりの走行距離当たりの死亡率の17％に相当する。2008年には、初めて自動車による歩行者死亡者数が車両搭乗者を上回った。 照明や分離された歩道などの道路状況全般を改善するほか、日本は衝突を回避するために渋滞車両監視システムなどの 高度道路交通システム技術を導入してきた。 
発展途上国では、統計が不正確であったり、入手が困難な場合がある。一部の国では総死亡率があまり減少していない。例えば、タイでは2007年の死亡者数は12,000人だった。米国では、2005年から2006年の間に28の州で自動車事故による死亡者数が減少した。2006年には、16歳以上の車両乗員の55%が衝突時にシートベルトを使用していなかった。 Road 道路交通死亡率の傾向は、スミードの法則がある。これは、人口一人当たりの死亡率の上昇と交通渋滞に相関関係があることを示す経験的図式である。

## 犯罪
交通違反や自動車関連犯罪には、自動車に限ったものではなく、自動車の登場以前から存在する犯罪も含まれる。多くの犯罪は、自動車の普及に伴い、より蔓延するようになった。
- 自動車爆弾
- 自動車窃盗
- 自動車狙撃（英語版）
- 飲酒運転
- 横断歩道を渡らない（英語版））
- 無断駐車
- 脇見運転（英語版）
- 速度違反
- 走り屋
- 危険運転致死傷罪

## 外部コストと内部コスト

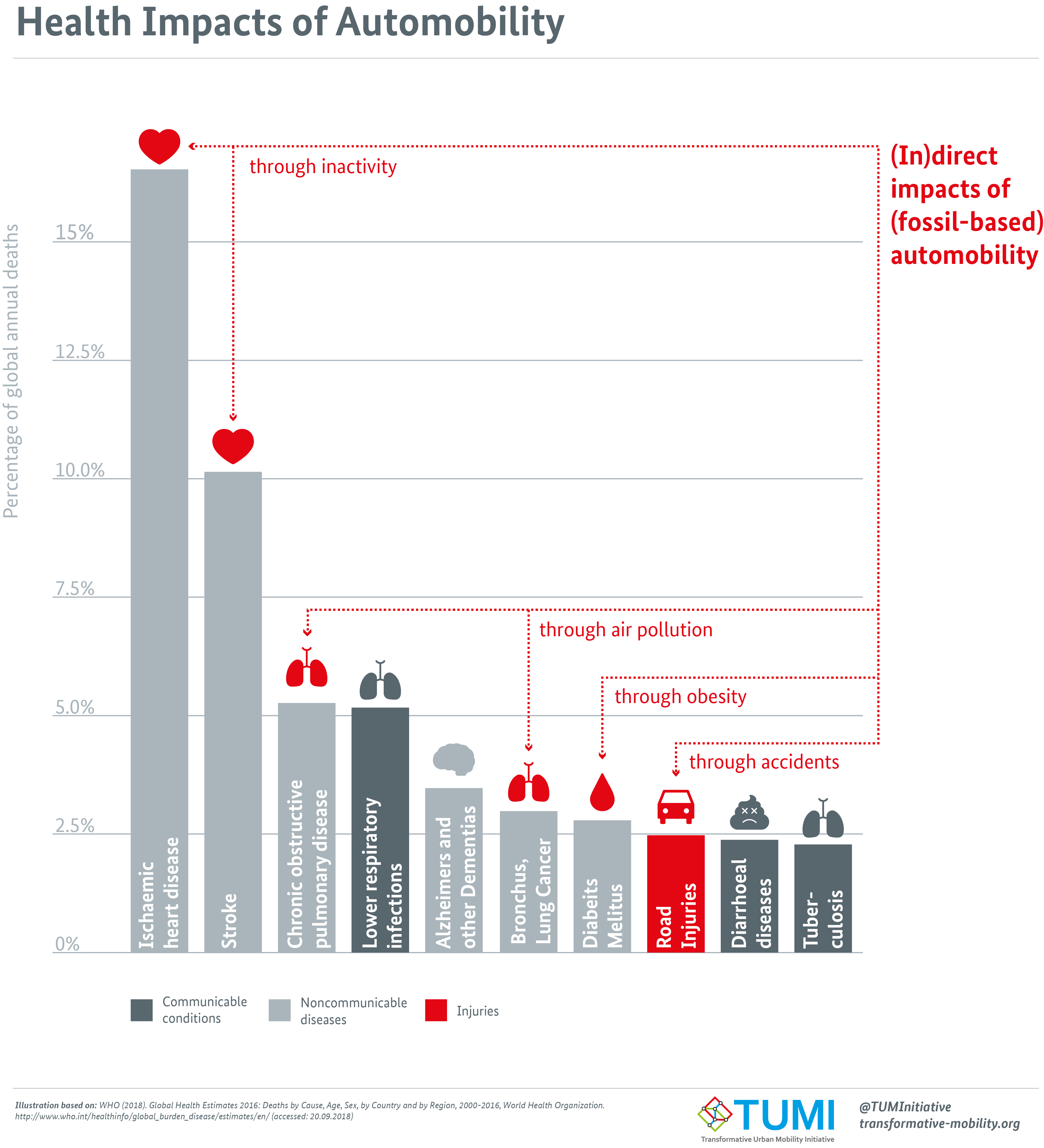
自動車による健康への影響

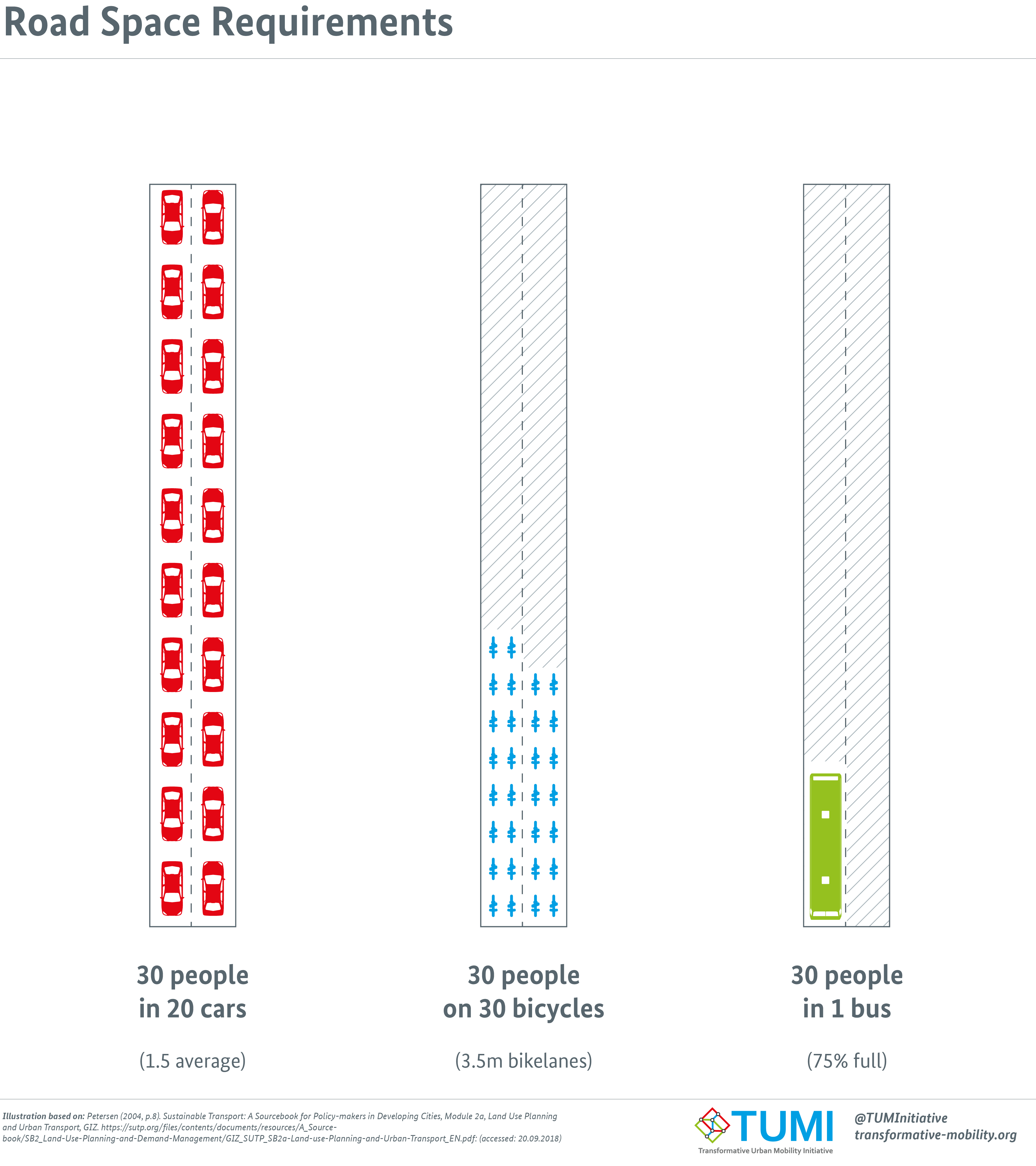
道路占有面積

デルフト工科大学が作成し、欧州連合で自動車の外部性を評価する主要な参考文献である「運輸部門の外部費用推定に関するハンドブック」 によると、自動車の運転に伴う主な外部費用は以下のとおりである。
- 混雑と希少性のコスト、
- 交通事故のコスト、
- 大気汚染コスト、
- 騒音公害コスト、
- 気候変動のコスト、
- 自然と景観にかかるコスト、
- 水質汚染のコスト、
- 土壌汚染のコスト、
- エネルギー依存（英語版）のコスト。

交通は土地利用の主要な部分であり、他の用途に利用できる土地が少なくなっています。自動車のためのスペースは、その土地を占有することで障壁を生み出します。歩道や自転車道が不足しているため、共有空間の道路となり、自動車が唯一の交通手段となります。最初は小さな問題に見えるかもしれませんが、長期的には子供や高齢者にとって脅威となります。
車は大気汚染や水質汚染の一因となっている。馬は排泄物を出し、車は安価なため、都市部では車が多く走行する。一酸化炭素、オゾン、二酸化炭素、ベンゼン、粒子状物質などの有害ガスの排出は、生物や環境に悪影響を及ぼす恐れがある。車の排出物は、障害、呼吸器疾患、オゾンホールを引き起こす。また、車の騒音公害は、聴覚障害、頭痛、ストレスを引き起こす恐れがある。

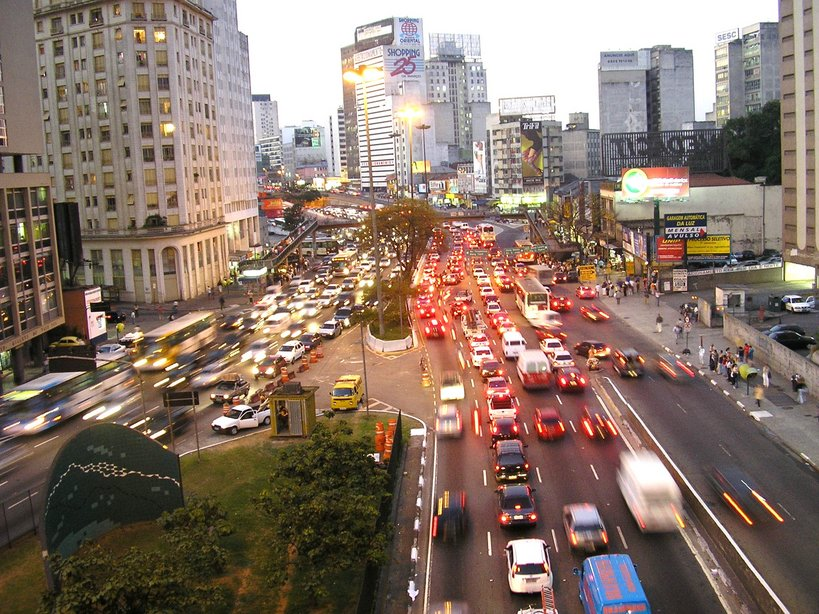
渋滞は自動車運転の悪名高い外部コスト サンパウロ

米国などでは、高速道路、道路、駐車場など、自動車のインフラは政府によって資金提供され、ゾーニングや建設要件で自動車利用が支えられている。 米国の燃料税は高速道路の建設と修理費用の約60％をカバーしているが、地方道路の建設・修理費用のほとんどはカバーしていない。 自動車利用者の支払いは、自動車の使用に関連する政府支出をガソリン1ガロンあたり20〜70セント下回っている。多くの地域のゾーニング法では、新築建物に無料駐車場の設置を義務付けている。自治体の駐車場は大抵、無料か市場価格以下である。よって、米国で自動車を運転するコストのうち、道路と駐車場は企業と政府によって補助されている。これは、事故や汚染などの自動車ユーザーが支払わない他の外部コストに加えて発生する。ドイツのようにガソリン税が高い国でも、自動車運転者は外部コストを全額負担していない。
インフラへの補助金、ハイウェイ・パトロール、盗難車の回収など政府が自動車を支援しているため、公共交通機関の自己負担額が相対的に高くなり、通勤者にとって経済的な選択肢に入らない。消費者は、自己負担額で判断する上に、自動車の所有・保険・修理の間接費を過小評価している。世界や米国の一部都市では、通行料と駐車料金で、こうした補助金の一部を相殺している。交通計画政策の支持者は、都市中心部での自動車と効率的な交通手段であるバス・電車との利用をバランスさせるために、通行料、燃料税の引き上げ、渋滞料金、市営駐車場の市場価格設定を採ることが多い。
都市が駐車場に市場価格を徴収し、橋やトンネルに通行料を課すと、自己負担額の面で自動車の競争力は低下する。市営駐車場が割安で、道路の通行料がなければ、自動車利用コストの大部分は一般政府歳入、すなわち自動車利用補助金によって賄われることになる。 この補助金の規模は、インフラ整備や公共交通機関の割引運賃に対する連邦、州、地方自治体の補助金をはるかに上回る。
これに対し、鉄道は環境的・社会的コストがかかるが、その影響は非常に小さい。
歩いたり自転車に乗ることは、医療費の削減に役立ち、汚染も発生せず、社会にプラスの影響を与えることが多い。
ある研究では、自動車のコスト（すなわち、自動車の使用、生産、交通・インフラ政策といった関連する意思決定や活動）を従来の通貨で定量化しようと試み、ドイツにおける自動車の生涯総コストは60万ユーロから100万ユーロの間であり、このコストのうち社会が負担する割合は41%（年間4,674ユーロ）から29%（年間5,273ユーロ）であることがわかった。これは、自動車が「可処分所得の大部分」を消費し、「輸送コストの認識、代替輸送手段の経済的実現可能性、あるいは税金の正当性に複雑さをもたらしている」ことを示唆している。[ 9 ]

### 個人または内部コスト
自動車はバスや電車などに比べ乗客一人当たり・移動距離あたりのコストが高い。平均的な自動車所有者では、減価償却は自動車の維持費の約半分を占めるが、大抵の運転者はこの固定費を過小評価しているか、まったく無視している。
米国では、自動車所有の自己負担額は、居住する州によって大きく異なる。2013年時点で、修理費・保険費・ガソリン代・税金を含む年額は、最高がジョージア州（4,233ドル）、最低がオレゴン州（2,024ドル）、全国平均は3,201ドルであった。さらに、IRS（内国歳入庁）は、税額控除の計算で、米国の運転者の自動車総コストを0.55ドル/mile、約0.26ユーロ/kmとしている。アメリカ自動車協会によると、自動車総保有コストは年間約2%上昇している。カナダ自動車協会が提供した2013年のデータによると、カナダでのコンパクトカーの所有コストは、減価償却費、保険、借入費用、メンテナンス、ライセンス費用などを含めて年間9500カナダドルまたは約7300米ドルであった。

#### 消費者速度
現代社会の習慣を批判したオーストリアの哲学者イヴァン・イリイチは、「消費者速度」という概念を確立した思想家の一人であった。彼は1974年の著書『エネルギーと公平性』でこの用語を、平均的な人が1年間に通勤する距離を、通勤や車の購入・維持費などの生活費に費やした時間で割ったものと定義した 。計算では、平均的なアメリカ人男性は起きている時間の約28%に相当する年間1,600時間を車関連の活動に費やし、1年間に車で7,500マイル(12,100 km)を移動し、消費者速度は約4.7mph(7.6 km/h)になる。低所得者の場合、これらの数字はさらに極端になる。これと比較して、発展途上国の同世代の人々が歩いている時間は8%にも満たない。言い換えれば、「豊かな国の交通と貧しい国の交通を区別するのは、大多数の人々の生涯時間当たりの走行距離ではなく、運輸業界によってパッケージ化され不平等に分配された大量のエネルギーを強制的に消費する時間の長さである。」